# Hellbrunn

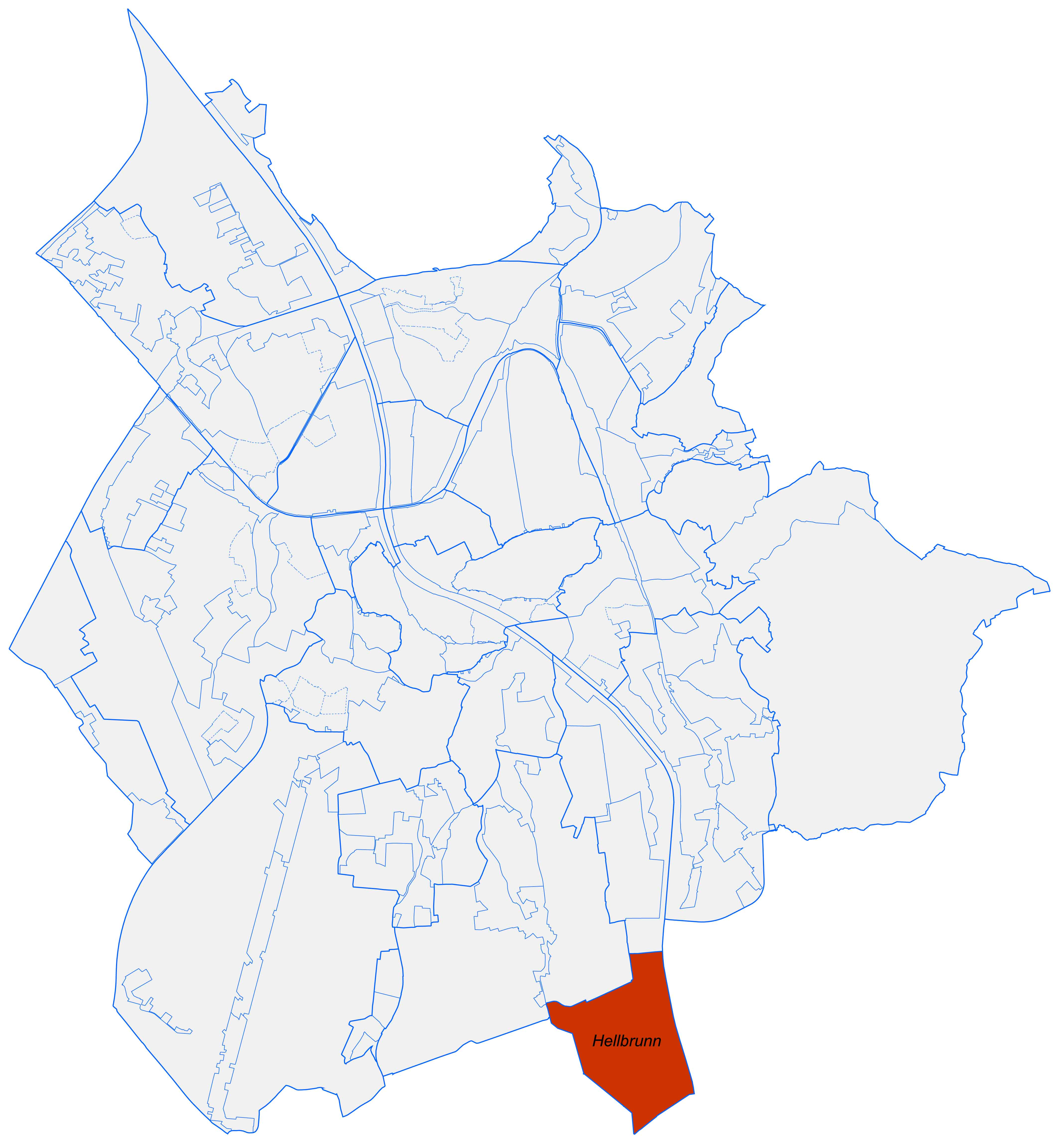
Der Salzburger Landschaftsraum Hellbrunn

Hellbrunn ist ein Landschaftsraum im Süden der österreichischen Stadt Salzburg, der im Norden durch den Fürstenweg, im Westen durch die Mauer des Hellbrunner Schlosses, im Osten durch die Salzach und im Süden durch den östlichsten Ausläufer des Anifer Siedlungssplitters Mühlei begrenzt wird. Die westlich beim Zoo vor der Mauer liegende Ansiedlung gehört ebenfalls zur Gemeinde Anif.
Der Salzburger Landschaftsraum Hellbrunn gliedert sich in zwei Teile: den Schlosspark Hellbrunn und die östlich anschließende Hellbrunner Au. Nur ein halbes Dutzend Einfamilien-Wohnhäuser sind, sämtlich entlang des Fürstenweges gelegen, in diesem Landschaftsraum zu finden. Der Anifer Teil, die Ortslagen Anif-Hellbrunn, Am Hellbrunner Park, sowie an Hellbrunner Straße (nach Anif) und Keltenallee (nach Gneis Süd/Eichet), umfasst etwa 25 Adressen.

## Schlosspark Hellbrunn
Innerhalb des Landschaftsraums befindet sich das Schloss Hellbrunn samt seinem großen Schlosspark, in dem sich ganz im Norden das geometrisch angelegte Wasserparterre mit den bekannten Wasserspielen befindet. Südlich davon schließt der Hellbrunner Berg mit dem Monatsschlössl und dem Steintheater an. Als Gegenpol zum geometrisch angelegten manieristischen Garten befindet sich ganz im Süden der einst religiös motivierte Wildnisgarten. Zum historischen Schlossgarten gehört auch der Salzburger Zoo.
Die ältesten archäologischen Fundstätten dieses Gebiets liegen am Hangfuß des Hellbrunner Berges und zählen zu den bedeutendsten Fundstätten im Land Salzburg.

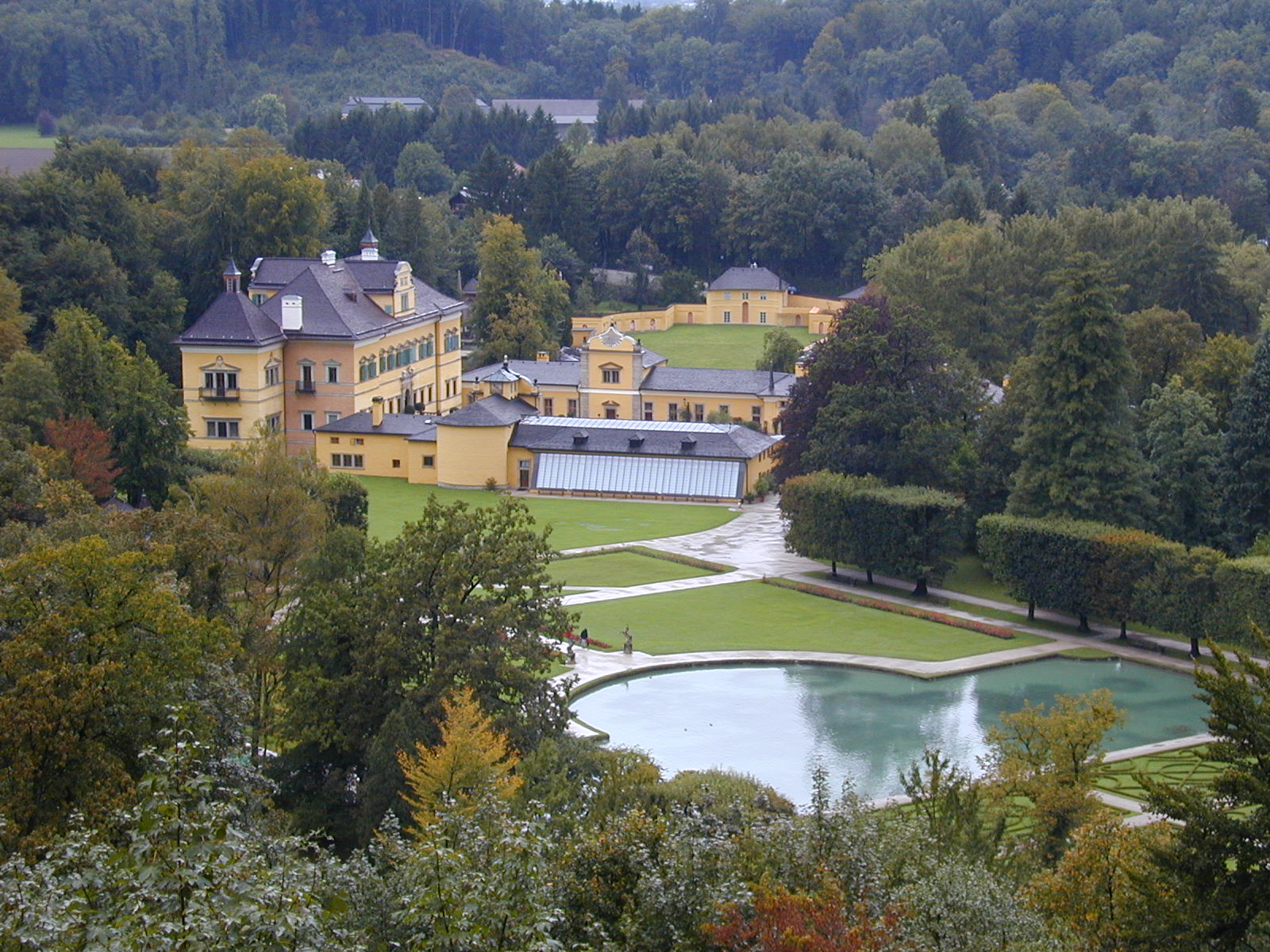
Schloss Hellbrunn
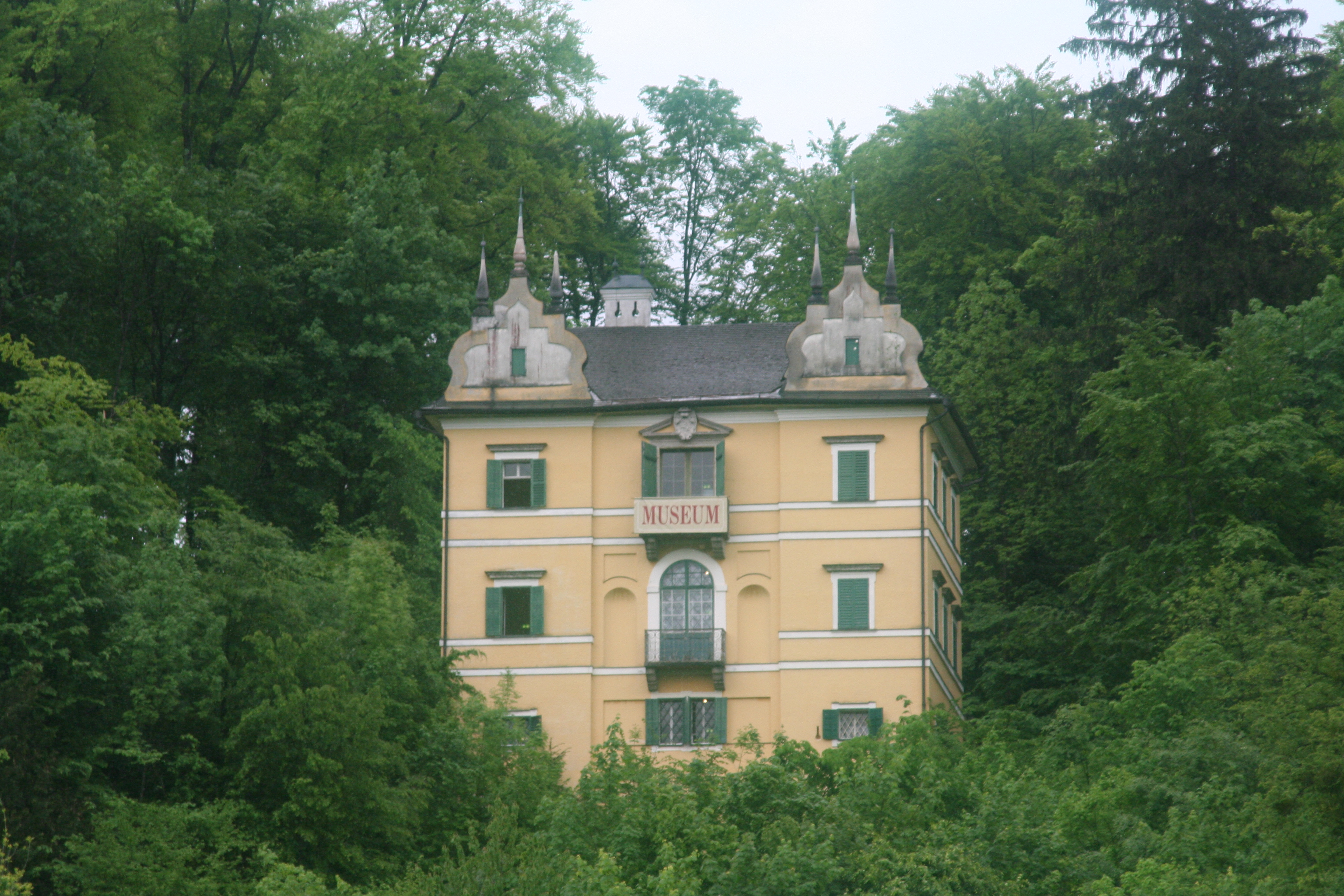
Das Monatsschlössl
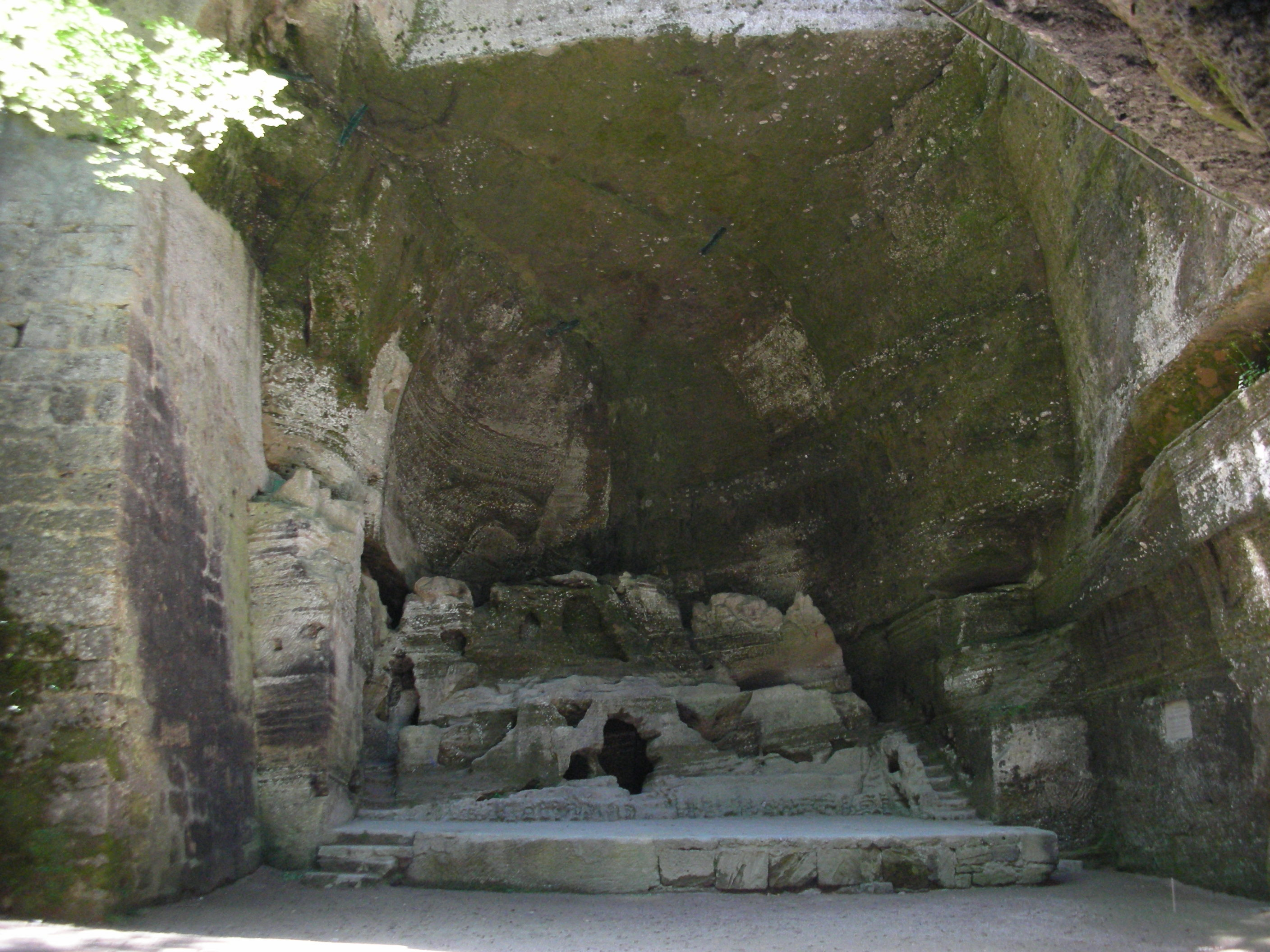
Das Steintheater

## Anif-Hellbrunn

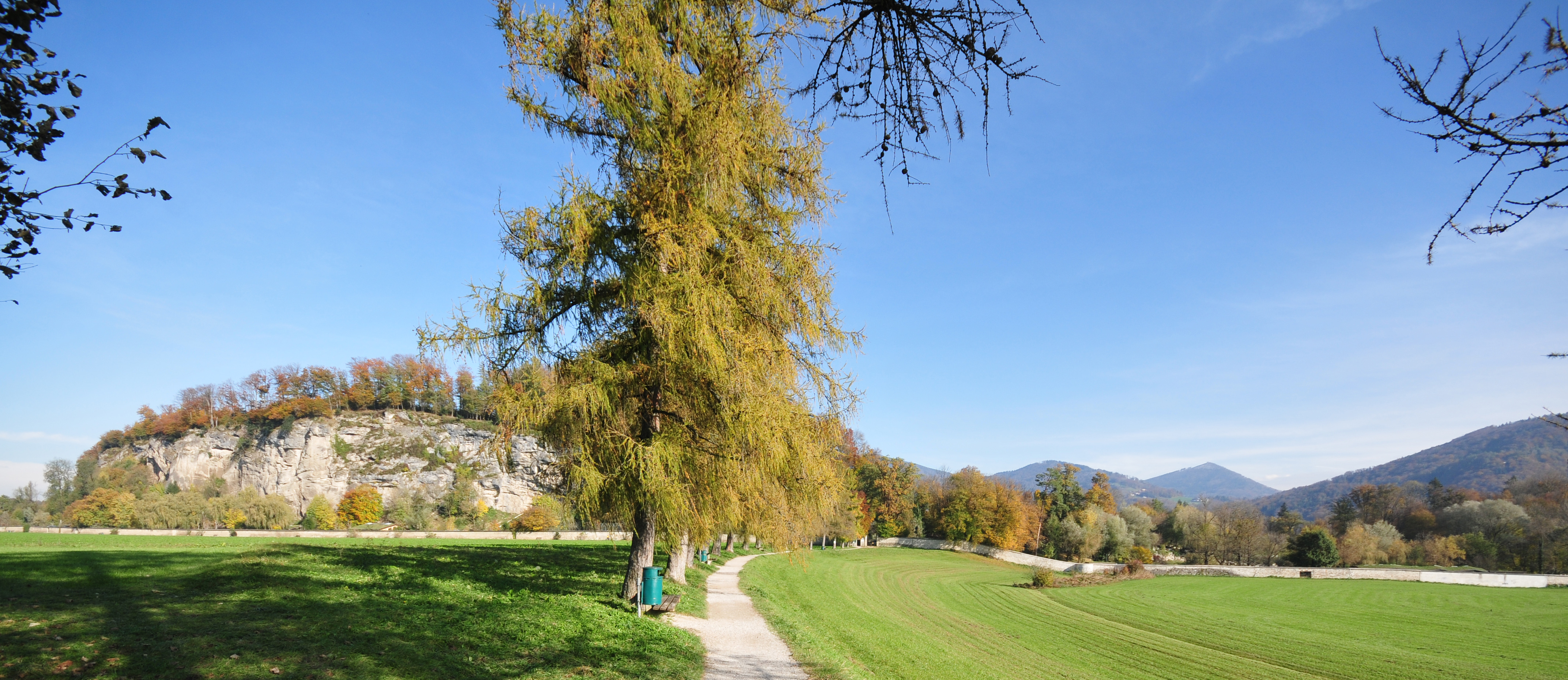
Landschaftsraum Anif-Hellbrunn mit Hellbrunner Berg

Wichtigstes Bauwerk vor den Schlossmauern ist die Villa Swoboda, ursprünglich der Mayerhof des Schlosses, heute Casa Austria, Wohnsitz von Karl Habsburg-Lothringen.

Der Rest der Häuser entstand im Laufe der Jahre vor dem Haupteingang des Zoos bis hinunter zum Anifer Thörl.

## Hellbrunner Au

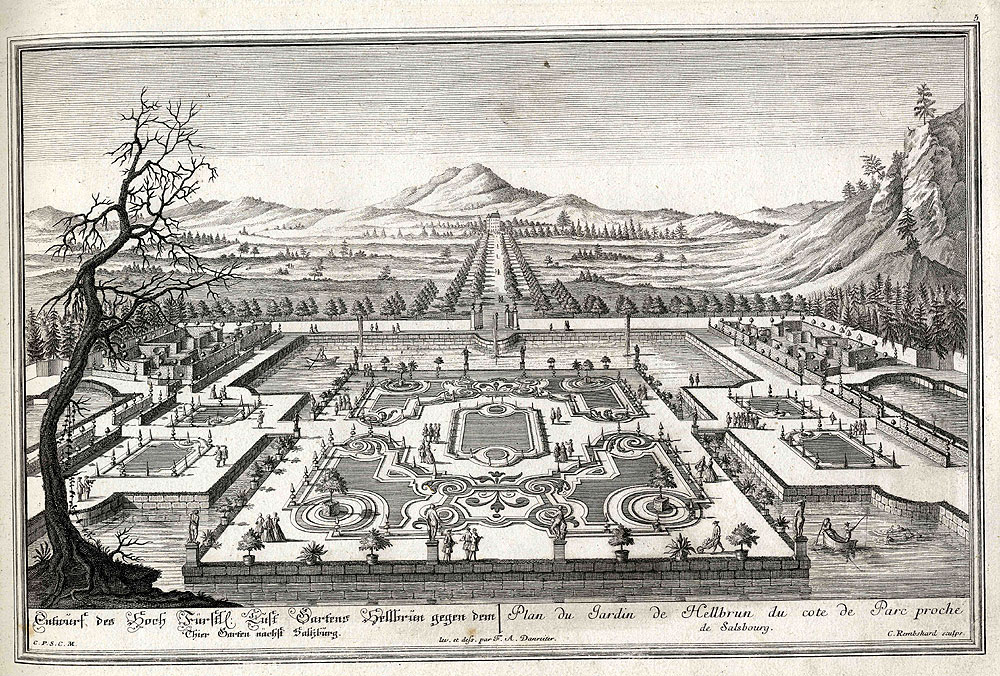
Franz Anton Danreiter: „Die Gartenprospect von Helbrun“ (um 1735) – mit der Gartenachse Richtung Schloss Goldenstein

Den Landschaftsraum zwischen der östlichen Schlossmauer und der Salzach bildet die Hellbrunner Au. Zwei historische Achsen von Schloss Hellbrunn, unter Markus Sittikus von Hohenems angelegt, sind dabei bedeutsam:
- die Lindenallee in der Schlossachse, die heute die Alpenstraße (eine mehrspurige Ausfallstraße von Salzburg Richtung Süden) quert und im Auwald als sogenannter „Durchstich“ zur Salzach führt. Sie bildet den Ostteil des Fürstenweges.
- die große Gartenachse, die über die Salzach zu dem in Elsbethen gelegenen Schloss Goldenstein hin führt. Auch diese Achse, die als Waldschneisen sichtbar sind (oder sichtbar sein sollten), quert die Alpenstraße.

Der alte Kultur- und Naturraum ist durch die geplante Erweiterung des dortigen Gewerbesplitters der Firmen Maco und Porsche, der aus einem kleinen militärisch genutzten Barackenlager aus der NS-Zeit entstand, und die rechtlich problematische teilweise Aufhebung des Landschaftsschutzgebiets „Salzburg-Süd“ (früher „Landschaftsschutzgebiet Hellbrunn“ genannt) gefährdet. Der einzigartige naturnahe Landschaftsgarten von Hellbrunn weicht damit zunehmend einem Gewerbegebiet. Vom geplanten Gewerbegebiet betroffen ist auch der anschließende Nahbereich des Anifer Alterbaches.

## „Fürstensitz“ Hellbrunn
Auf einem rund 70 m hohen Inselberg im Schlosspark Hellbrunn wurden Besiedlungsspuren gefunden, die bis in das 3. Jahrtausend v. Chr. zurückreichen. In der Hallstattzeit, und zwar in der Periode HaD (650 bis 450 v. Chr.), dürfte sich hier der Sitze eines Fürsten befunden haben. In einer Abfallhalde am Fuße einer Felswand fand man zahlreiche Geräte und Schmuckobjekte aus Bronze, Eisen, Bein und Glas. Allein an Tongefäßen wurden Bruchstücke von über 1.600 Artefakten entdeckt, davon eine große Anzahl Trinkgefäße. Anhand der Fundobjekte konnte eine enge Beziehung zum südwestdeutschen Raum – beispielsweise zur Heuneburg –, in die Krain und zur Este-Kultur der Poebene festgestellt werden. Eine dem Fürstensitz zugeordnete Talsiedlung wurde bisher lediglich durch Streufunde lokalisiert, ein wahrscheinlich vorhandenes Gräberfeld ist noch unentdeckt geblieben. Der Fürstensitz war vermutlich auf Grund seiner verkehrsgünstigen Lage ein Umschlagplatz für das Salz aus dem nahegelegenen Dürrnberg und für die Versorgung des Bergbaugebietes. Zu Beginn der Latènezeit brach die Besiedlung des Hellbrunnerberges ab und das wirtschaftliche Zentrum verlagerte sich auf den Dürrnberg selbst. Dafür entstand an der Westseite des Berges eine kleine Talsiedlung, die sich im Lauf der Zeit derart vergrößerte, dass sie bis in das Gebiet des heutigen Anif reichte. Aus der Mittellatènezeit stammen zwei Körpergräber in der Talsiedlung, davon ein Frauengrab von 250 v. Chr. mit reichen Grabbeigaben. Im 1. Jahrhundert n. Chr. entstand im Siedlungsareal ein römischer Gutshof (villa rustica).